# L–70 Vinka
Az L–70 Vinka finn dugattyús motoros légcsavaros alapfokú kiképző repülőgép, amelyet az 1970-es évek első felében fejlesztett ki a Valmet repülőgépgyártó részlege. 1975-ben repült először, 1980-ban rendszeresítették a Finn Légierőnél, ahol 2022-ben vonták ki a szolgálatból. Továbbfejlesztett, légcsavaros gázturbinás változata az L–80 Turbo-Vinha.

## Története
A gép tervezése 1970-ben kezdődött a finn állami Valmet vállalat repülőgépgyártó részlegénél. Az új géppel a Finn Légierőnél alkalmazott svéd Saab 91 Safir alapfokú kiképző repülőgépet kívánták leváltani. 1973-ban rendelte meg a típust a Finn Légierő. Az első prototípus 1975. július 1-jén hajtotta végre az első felszállást.
Az utolsó példányát 2022. szeptember 1-jén vonták ki a Finn Légierő állományából, ahol a típust a Grob G 115 váltotta fel az alapfokú kiképző repülőgép szerepkörben.

## Műszaki jellemzői
Hagyományos, alsószárnyas aerodinamikai elrendezésű, teljesen fémnépítésű repülőgép. A repülőgép sárkánya alumíniumötvözetből készült, szegecseléssel rögzített félhéj szerkezet. A motortartó bak, valamint a két félszárnyak rögzítő centroplán acélcsövekből hegesztett szerkezet. A pilótafülke és a motor közötti tűzfal is acélból készült, míg a  pilótafülke padlólemezei ragasztással készített szendvicsszerkezet.
A szárny téglalap alaprajzú, a szárnyőtben trapéz alaprajzú átmenettel. Alumíniumötvözetből készült szegecseléssel. A szárny egyfőtartós egy segédtartóval kiegészítve. A szárnyprofil NACA 632A615 típusú. A szárny belső részén réselt féklapok találhatók, amelyek elektromos működtetésűek. A csűrők rozsdamentes acélsodronnyal működtetik. Mind a csűrők, mind a féklapok alumíniumötvözetből készültek és a merevség fokozására bordázatot sajtoltak a lemezekbe. A csűrőkön trimmlap található.
A vezérsíkok és a kormányfelületek szintén alumíniumötvözetből készültek. A magassági kormány és az oldalkormány tömeg- és aerodinamikai kiegyenlítéssel is rendelkezik. A kormányfelöletek működtetése rozsdamentes acélsodronnyal térténik. A magassági és az oldalkormányon is trimmlap található.
A pilótafülke kétszemélyes, a két pilóta munkahelye egymás mellett helyezkedik el. A kabinban a kezelőszervek kettőzöttek, de szükség esetén az egyik oldali kezelőszervek eltávolíthatók. A pilótafülkében további két ülés is elhelyezhető szükség esetén. Ülések nélkül a kabin hátsó része csomagtárként használható. Sebesültszállítóvá is átalakítható, ekkor a pilóta mellett egy hordágy helyezhető el a kabinban.
Futóművek tricikli elrendezésű (orrkerekes kialakítású), nem behúzható. A fűfutók olaj-pneumatikus rugózással rendelkeznek. A főfutó kerekei Cleveland P410 típusúak, a gumiabroncs mérete 17,5×6,30, a keréknyomás 1,86 bar. A főfutó két kerekének a nyomtávja 2,3 m. Az orrfutó kereke Goodyear gyártmányú, a gumiabrocs mérete 14,2×4,95-5, az abroncsnyomás 2,07 bar.  A főfutókon Cleveland 30-52K típusú tárcsafékek találhatók. A futóműre Finncraft gyártmányú sítalpak is felszerelhetők.
A repülőgép meghajtásáról egy 149 kW (200 LE) legnagyobb teljesítményű teljesítményű Avco Lycoming AE1O–360–A1B6 típusú négyhengeres, benzinüzemű boxermotor gondoskodik, amely egy 1,88 m átmérőjü Hartzell HC–C2YK–4F/FC 7666A–2 kéttollú, állandó sebességű fém légcsavart hajt meg. A repülőgépbe Christen–801 üzemanyag- és olajrendszert építettek. Az üzemanyagtartályokat a félszárnyakba integrálták, a szárnytőnél, a főtartó előtt találhatók. Az üzemanyagtartályok össztérfogata 176 liter. Mindkét szárnytartály felett, a szárny felső részén található üzemanyagtöltő nyílás. Az olajtartály kapacitása 7,6 liter.
Elektromos rendszere 24V-os 70A-es, egyenáramú. Az elektromos rendszert a motor által hajtott kefe nélküli generátor táplálja, valamint rendelkezik egy 25Ah-s nikkel-kadmium akkumulátorral.
Avionika berendezései között két VHF rádió, ADF, egy VOR/ILS berendezés, egy ATC transzponder, két RMI és egy giromágneses iránytű (mágneses térérzékelővel kiegészített giroszkóp) található. Teljes vakrepülést biztosító műszerezettséggel rendelkezik.
A repülőgép felszerelhető vitorlázó- és célvontató berendezéssel. Ellátható kamerával, a fényképezőgép nyílásai a pilótafülke hátsó részén, a padlóban találhatók. A szárnyak alatt négy felfüggesztő pont található, ezek teljes terhelhetősége 300 kg.

## Műszaki adatok
Tömeg- és méretadatok
- Fesztáv: 9,85 m
- Hossz: 7,5 m
- Szárnyfelület: 14 m²
- Magasság: 3,31 m
- Üres tömeg: 767 kg
- Maximális hasznos terhelés: 380 kg
- Normál felszálló tömeg: 1050 kg
- Legnagyobb felszálló tömeg: 1250 kg (műrepülésnél 1040 kg)

Motor
- Motor típusa: 1 db Lycoming AEIO–360–A1B6 négyhengeres, léghűtéses, benzinüzemű boxermotor
- Motorok száma: 1 db
- Maximális teljesítmény: 149 kW (200 LE)

Repülési adatok
- Gazdaságos utazósebesség: 222 km/h (1525 m-es, 75%.os motorteljesítmény mellett)
- Maximális sebesség: 240 km/h
- Megengedett legnagyobb sebesség: 360 km/h
- Átesési sebesség: 85 km/h (kitérített féklapokkal)
- Emelkedőképesség: 5,7 m/s
- Maximális repülési magasság: 5000 m
- Hatótávolság: 860 km (maximális terheléssel)
- Terhelhetőség:
  - normál üzemmódnál: +3,8 g, -1,8 g
  - műrepülésnél: +6g, -3g